# Typhistes antilope
Typhistes antilope là một loài nhện trong họ Linyphiidae.
Loài này thuộc chi Typhistes. Typhistes antilope được Eugène Simon miêu tả năm 1894.